# Storie della Sacra Cintola

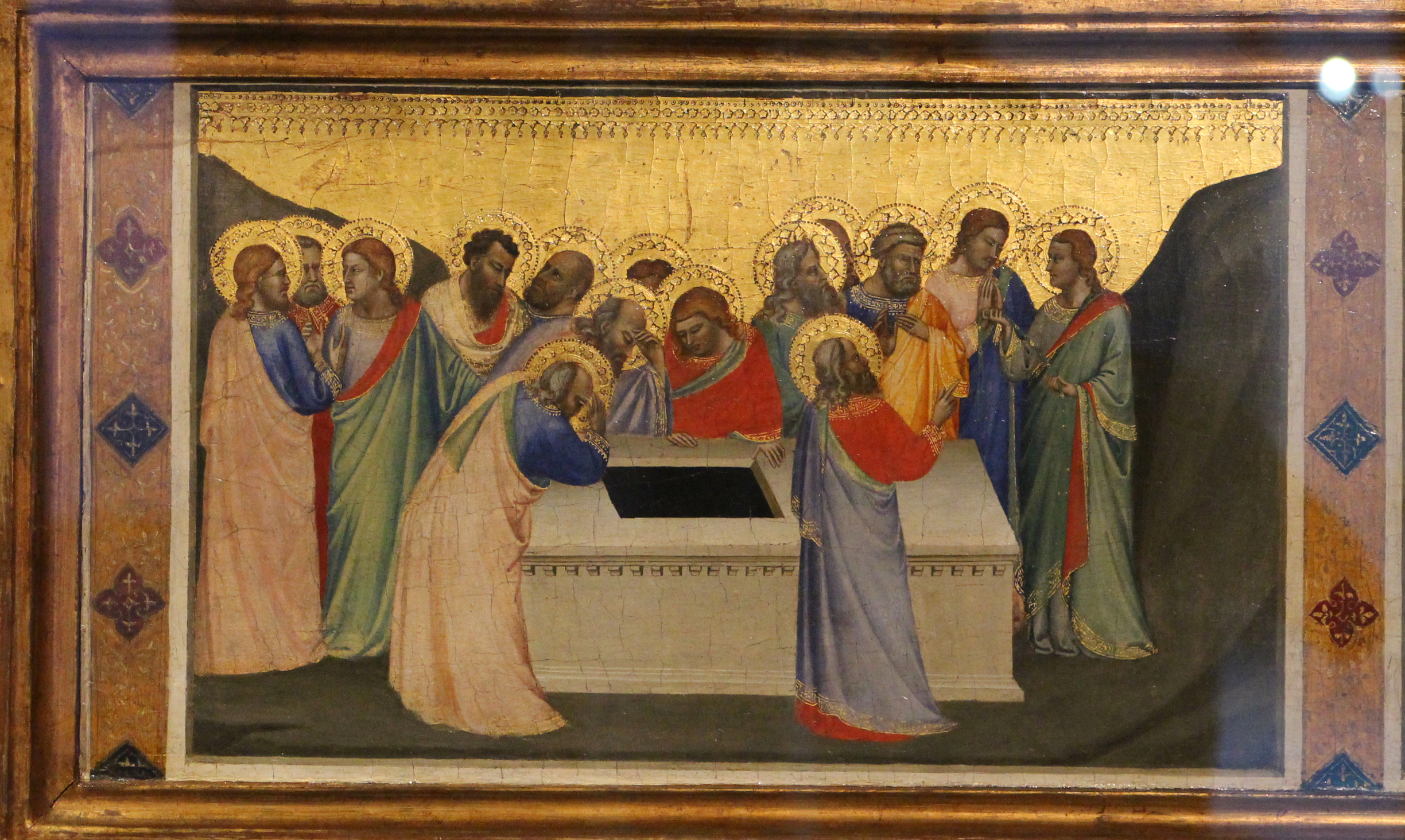
Gli apostoli ai funerali della Vergine

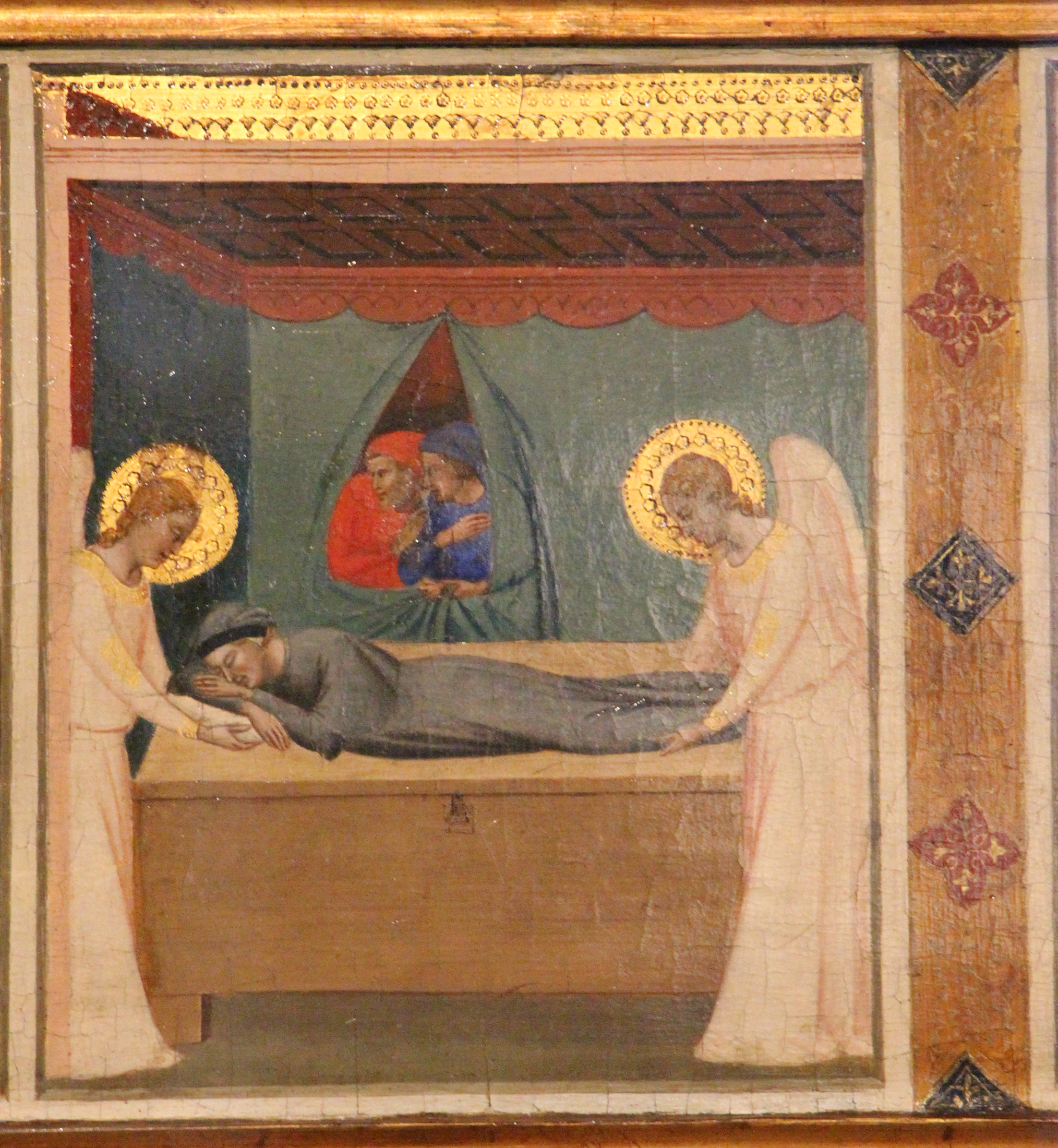
Michele posto da due angeli in sonno sulla cassa che contiene la Cintola

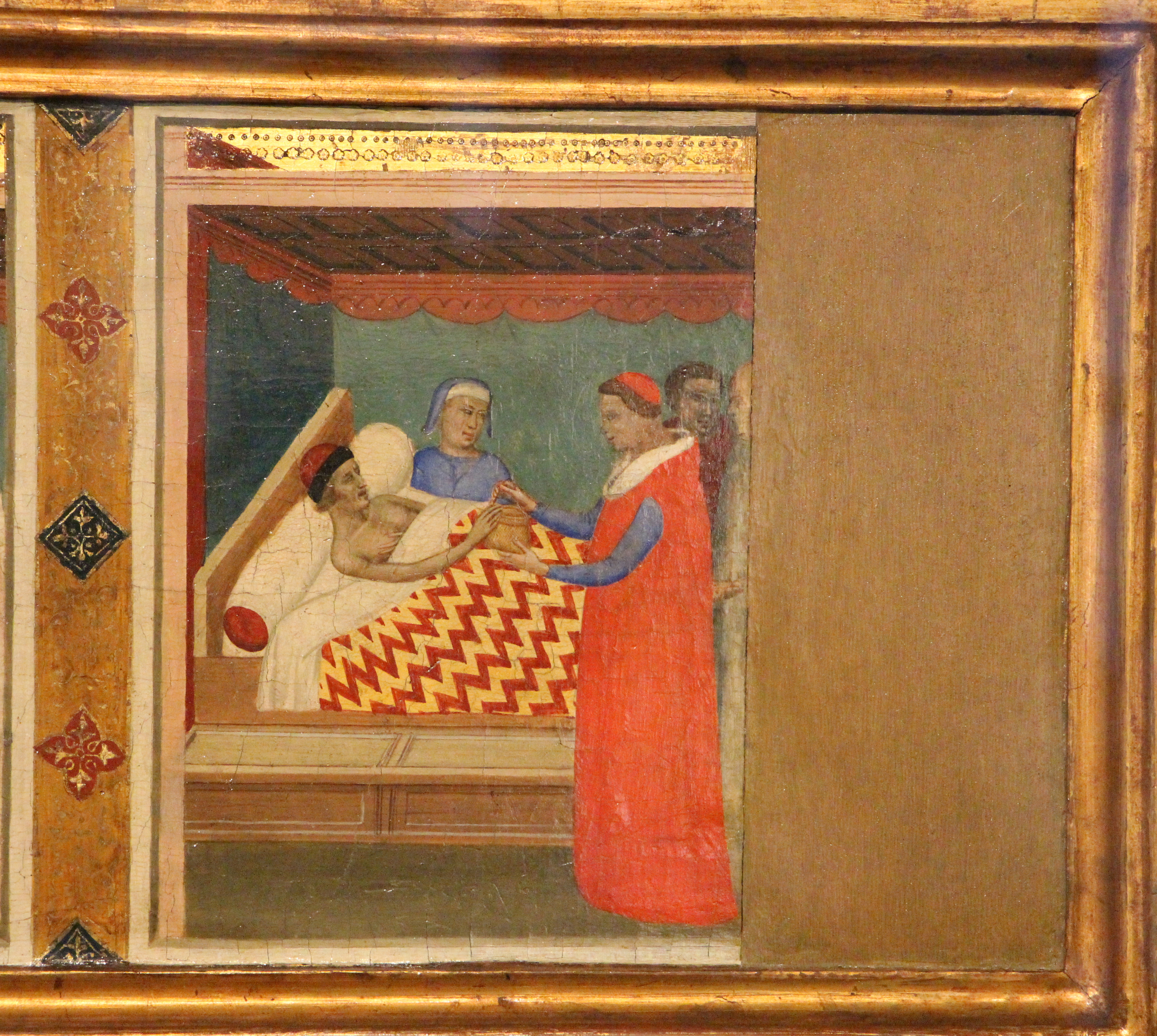
La morte di Michele e la consegna della sacra cintola al vescovo di Prato

Le Storie della Sacra Cintola sono una serie di dipinti a tempera e oro su tavola (in totale 27,5x222 cm) di Bernardo Daddi, databili al 1337-1338 e conservati nel Museo civico a Prato. Si tratta della predella di un polittico perduto, proveniente dal Duomo di Prato.

## Storia
La crescente devozione verso la reliquia del Sacro Cingolo fece sì che la pieve di Santo Stefano (oggi Duomo), fosse al centro di una serie di abbellimenti che coinvolsero i migliori artisti reperibili sulla piazza della vicina Firenze, dal XIV al XV secolo.
Bernardo Daddi, che aveva già lavorato per un polittico nell'ospedale di Misericordia e Dolce (oggi pure conservato al Museo civico), fu incaricato di dipingere un polittico destinato all'altare maggiore del Duomo. L'opera era forse dotata di doppia predella (forse con le Storie del sacerdote Luciano e di santo Stefano oggi alla Pinacoteca Vaticana) e da una serie di frammenti non identificabili con certezza, tra cui una Vergine Assunta nel Metropolitan Museum di New York. 
Fu pagata tra il 1337 e il 1338. 
Il polittico fu spostato in seguito ai rifacimenti del XVI-XVII secolo, destinato a una posizione defilata e poi smembrato e disperso. Solo la predella rimase a Prato, venendo adattata (come dimostra il taglio all'estremità destra) per l'altare della cappella del palazzo Vescovile. 
Dal 1870 la predella entrò nelle collezioni del museo comunale.

## Descrizione
Sette scene dovevano avvalorare e riassumere la tradizione pratese della presenza in città della cintura della Vergine. Per farlo l'artista ritrasse innanzitutto gli apostoli attorno al sepolcro vuoto di Maria (scena che doveva essere completata da una soprastante ascensione di Maria che fa scivolare la propria cintura tra le mani di san Tommaso), seguiti da una scena ambientata davanti a un tempio, dove Tommaso consegna la reliquia a un sacerdote. Saltando in avanti di circa mille anni, lo scomparto successivo (come tutti quelli seguenti), appare diviso a metà: il mercante pratese Michele da Prato sposa a Gerusalemme una timida fanciulla nella casa di lei alla presenza della madre; la stessa stanza è ripetuta nella scena seguente, dove la suocera consegna all'uomo la dote della sacra reliquia, entro un canestrino di giunchi. L'uomo fa poi ritorno con la sua sposa via mare, assieme ad altri due personaggi che conversano a bordo di una piccola imbarcazione, simboleggiante una più grande galea, come fanno pensare gli accenni all'alta prua e poppa. A Prato, nella sua abitazione, Michele è solito dormire su una cassa contenente la preziosa reliquia con la paura che gli venga sottratta, ma ogni mattina si trova ai piedi della cassa. Chiede allora a due servitori di sorvegliarlo ed essi si accorgono che sono due angeli a spostarlo da quella posizione sconveniente ogni notte. Solo nel letto di morte consegna il canestrino al vescovo di Prato; nell'ultima scena la reliquia veniva forse esposta alla venerazione della popolazione, oppure era ricordato qualche miracolo connesso al culto di essa.

## Stile
Stilisticamente le scene sono caratterizzate per la vivace narrazione, semplificata al massimo per risultare più comprensibile possibile. In questo Daddi rientrava appieno nella tradizionale chiarezza fiorentina, accogliendo tuttavia alcuni stimoli della coeva scuola senese, quali le figure allungate, i ritmi eleganti, la vivacità cromatica. Per quanto veloci, restano comunque gustosi gli accenni alla vita quotidiana dell'epoca, sia negli ambienti, che nell'abbigliamento. La coperta a zig-zag, in questo caso rosso e oro, si riscontra ad esempio nell'opera anche di altri artisti del Trecento (come Paolo Veneziano) e dovette essere un oggetto tipico delle ricche case mercantili dell'epoca. Nella stessa scena si nota come i letti fossero dei grandi complessi in legno con cassapanche ai lati, e contornati da cortine con cui isolarsi durante il sonno, in stanze che solitamente erano abitate anche da bambini e altre persone.